# 灯楼角

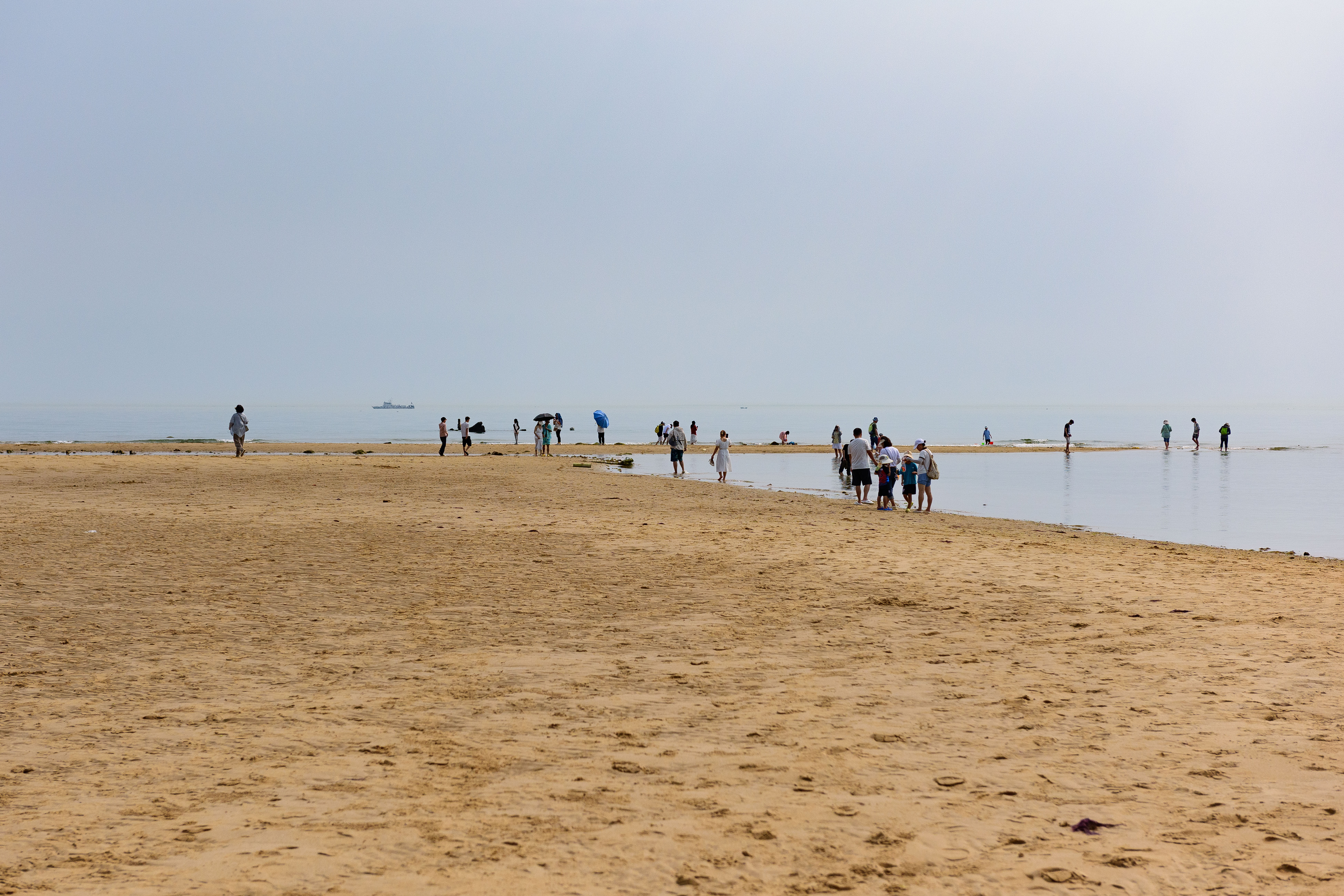
灯楼角海角

灯楼角是位于中国广东省湛江市徐闻县角尾乡的一个海角，是地理学上的中国大陆最南端、琼州海峡与北部湾的分界点。
灯楼角同时也是解放海南岛启渡点，为徐闻县的一个县级文物保护单位，类型为近现代重要史迹及代表性建筑，公布时间为2005年4月29日。
解放海南岛启渡点—灯楼角的历史年代为近代。

## 滘尾角灯塔

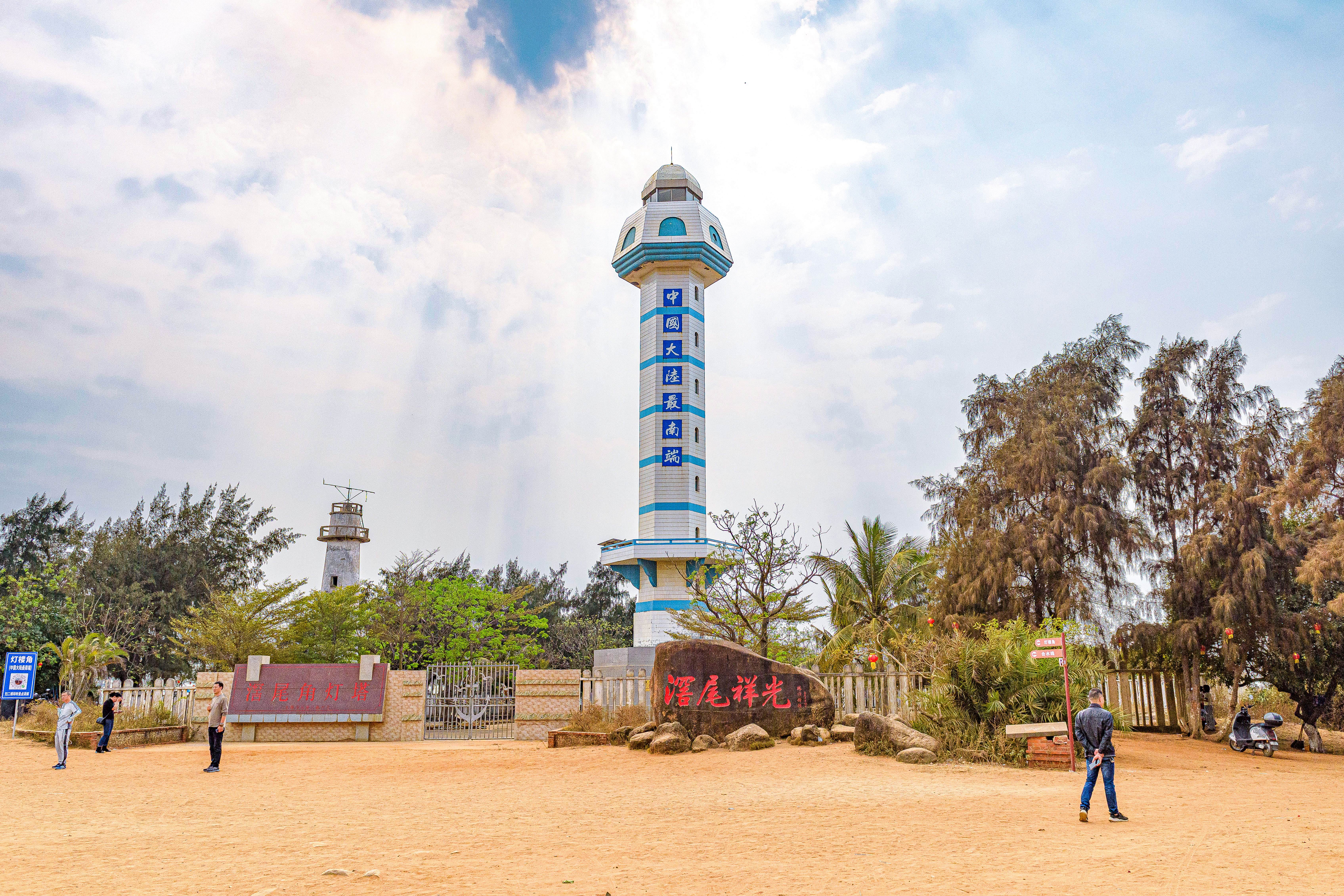
灯楼角现有的两座灯塔

1894年，法国工程师曾在灯楼角建立关滘尾灯塔，该灯塔于1942年被拆毁；1953年，徐闻县政府在旧灯塔遗址重建一座15米高的水泥墩铁架灯塔，1979年改建为石砌圆形灯塔。
1994年，广东省海事局在旧灯塔一侧新建一座36米高的六角形灯塔。